# Jerry Lewis
Jerry Lewis, született Joseph Levitch (Newark, New Jersey, 1926. március 16. – Las Vegas, Nevada, 2017. augusztus 20.) amerikai komikus, színész, énekes.

## Filmjei

### Mozifilmek
- My Friend Irma (1949)
- How to Smuggle a Hernia Across the Border (1949, rövidfilm)
- My Friend Irma Goes West (1950)
- The Milkman (1950)
- At War with the Army (1950)
- That's My Boy (1951)
- The Stooge (1951)
- Sailor Beware (1952)
- Jumping Jacks (1952)
- Déltengeri hercegnő (Road to Bali) (1952)
- A begyulladt alak (Scared Stiff) (1953)
- Kutyaütő golfütők (The Caddy) (1953)
- Money from Home (1953)
- Living It Up (1954)
- 3 Ring Circus (1954)
- You're Never Too Young (1955)
- Művészpánik (Artists and Models) (1955)
- Kenyeres pajtások (Pardners) (1956)
- Hollywood or Bust (1956)
- The Delicate Delinquent (1957)
- The Sad Sack (1957)
- Hármasikrek ajándéka (Rock-a-Bye Baby) (1958)
- The Geisha Boy (1958)
- Don't Give Up the Ship (1959)
- Li'l Abner (1959)
- Visit to a Small Planet (1960)
- Lökött londiner (The Bellboy) (1960)
- Hamupipő (Cinderfella) (1960)
- A nők kedvence (The Ladies Man) (1961)
- Szerencsétlen flótás (The Errand Boy) (1961)
- It's Only Money (1962)
- Dilidoki (The Nutty Professor) (1963)
- Bolond, bolond világ (It's a Mad Mad Mad Mad World) (1963)
- Who's Minding the Store? (1963)
- The Patsy (1964)
- Szabálytalan szabályos (The Disorderly Orderly) (1964)
- Családi ékszerek (The Family Jewels) (1965)
- Red Line 7000 (1965)
- Boeing, Boeing! (1965)
- Three on a Couch (1966)
- Way... Way Out (1966)
- The Big Mouth (1967)
- The Spinner (1968)
- Hook, Line and Sinker (1969)
- Még egyszer (One More Time) (1970)
- Which Way to the Front? (1970)
- The Day the Clown Cried (1972)
- Hardly Working (1980)
- Börleszk (Slapstick (Of Another Kind)) (1982)
- A komédia királya (The King of Comedy) (1982)
- Smorgasbord (1983)
- Retenez-moi... ou je fais un malheur! (1984)
- Par où t'es rentré? On t'a pas vu sortir (1984)
- Cookie (1989)
- Mr. Saturday Night (1992)
- Arizonai álmodozók (Arizona Dream) (1993)
- Nevess, ha fáj! (Funny Bones) (1995)
- Bajkeverő majom 2: Kövesd a majmot! (Curious George 2: Follow That Monkey!) (2009, hang)
- Max Rose (2013)
- Até que a Sorte nos Separe 2 (2013)
- Bizalom (The Trust) (2016)

### Tv-filmek
- Sheriff Who (1967)
- Harc az életért (Fight for Life) (1987)
- Leépített szépség (Miss Cast Away) (2004)

### Tv-sorozatok
- Startime (1959, egy epizódban)
- Ben Casey (1965, egy epizódban)
- Batman (1966, egy epizódban)
- The Danny Thomas Hour (1967, egy epizódban)
- The Red Skelton Show (1970, egy epizódban)
- Wiseguy (1988–1989, öt epizódban)
- Megőrülök érted (Mad About You) (1993, egy epizódban)
- A Simpson család (The Simpsons) (2003, hang, egy epizódban)
- Különleges ügyosztály (Law & Order: Special Victims Unit) (2006, egy epizódban)